# Liwadia (Grecja)
Liwadia (gr. Λιβαδειά) – miasto w Grecji, w administracji zdecentralizowanej Tesalia-Grecja Środkowa, w regionie Grecja Środkowa, w jednostce regionalnej Beocja, około 130 kilometrów na północny zachód od Aten. Siedziba gminy Liwadia. W 2011 roku liczyło 21 379 mieszkańców.
Mieści się tu siedziba klubu piłkarskiego APO Lewadiakos.